# Валентин-Альсина
Валентин-Альсина (исп. Valentín Alsina) — город в Аргентине в провинции Буэнос-Айрес в муниципалитете Ланус.

## История
В 1850 году Энрике Очоа построил в этих местах скотобойню. В 1859 году при поддержке губернатора провинции Буэнос-Айрес Валентина Альсины было завершено строительство моста, который Очоа в благодарность назвал «мост Альсины». С моста название распространилось на всю местность, и когда в 1874 году был основан населённый пункт — он получил название Валентин-Альсина.